# Leon Antoni Barański
Leon Antoni Barański (ur. 18 stycznia 1943 w Bukareszcie, zm. 9 czerwca 2019 w Bielawie) – polski artysta plastyk, grafik, malarz, scenograf. Członek Związku Polskich Artystów Plastyków.

## Życiorys
Leon Antoni Barański ukończył studia w Akademii Sztuk Pięknych im. Jana Matejki w Krakowie (studia w latach 1962–1969). Był związany z Krakowem oraz niewielkim górskim miastem – Bielawą. Miejsce szczególne w jego twórczości zajmowało malarstwo, grafika, projektowanie scenografii, projektowanie obiektów przestrzennych (wolno stojących, dekoracyjnych). Współpracując (m.in.) z Teatrem Wybrzeże, Teatrem A.T.Gong 2, Teatrem Lalki i Aktora im. Hansa Christiana Andersena, Teatrem Ludowym, Teatrem Stu, Teatrem im. Juliusza Osterwy, Teatrem im. Stefana Jaracza, Teatrem Polskim, Teatrem im. Juliusza Słowackiego – zrealizował około 50 scenografii teatralnych. 
Leon Antoni Barański był autorem i współautorem wielu wystaw (między innymi grafiki, malarstwa, plakatów) indywidualnych oraz zbiorowych. Jego prace otrzymały wiele akceptacji, nagród, medali, dyplomów, listów gratulacyjnych. W 1969 roku został przyjęty w poczet członków rzeczywistych Okręgu Wrocławskiego Związku Polskich Artystów Plastyków. W 1971 roku był założycielem Galerii Kwarantanna, którą prowadził do 1975 roku w Dzierżoniowie oraz w latach 1979–1980 w Bielawie. W 1972 roku był założycielem grupy plastycznej POZA. 
W 1976 roku został stypendystą Ministerstwa Kultury i Sztuki.

## Odznaczenia
- Odznaka „Zasłużony Działacz Kultury” (1974)[4]